# Primera División de Paraguay
La Primera División de Paraguay, también conocida como División de Honor (por acuerdos comerciales denominada Copa de Primera Tigo-Ueno Bank),representa la categoría más alta del fútbol paraguayo. Sus competencias son gestionadas por la Asociación Paraguaya de Fútbol (APF) mediante la realización de dos torneos anuales desde el año 2008: el Torneo Apertura y el Torneo Clausura. A partir del 2007, la liga ha contado con la participación de doce clubes, a excepción del año 2021, cuando solo compitieron diez equipos. El primer campeonato se llevó a cabo en el año 1906, y el único equipo que ha participado en todas las ediciones es el Club Olimpia, seguido por el Club Guaraní, que cesó su participación únicamente en 1912.

## Formato
Desde la primera edición (1906) el campeonato otorgaba un solo título por temporada, a partir del año 1996 se implementaron dos torneos por temporada Torneo Apertura y Torneo Clausura, pero estos no otorgaban al ganador un título oficial, sino que hasta el 2007 los ganadores debían definir el título de la temporada, en caso de que un mismo club ganaba ambos torneos, este se adjudicaba automáticamente el título. Finalmente a partir del 2008 los dos torneos tienen el carácter de campeonatos absolutos, por lo que se otorgan dos títulos por año.
La cantidad de equipos varió con el correr del tiempo, desde 4 hasta 20. En 2006 participaron 11 clubes, pero el número de los mismos aumentó a 12 para el 2007, cifra que se ha mantenido hasta 2020.
El sistema de disputa de cada uno de los dos torneos oficiales es de liga, es decir todos contra todos a partidos de ida y vuelta, equivalente a 22 fechas en total.
Según el reglamento vigente desde el año 2016 debido a que un club solo puede clasificar a un torneo Conmebol (esto desde la temporada 2017), los campeones del Apertura y el Clausura clasifican a la fase de grupos de la Copa Libertadores de la siguiente temporada, el primer mejor posicionado (no campeón) en la tabla acumulativa del año jugará la fase 2 de la Copa Libertadores y el segundo mejor posicionado (no campeón) de la tabla acumulativa clasifica a la fase 1 de la misma. Los cuatro siguientes mejores ubicados de la tabla acumulativa clasifican a la Copa Sudamericana de la siguiente temporada. Ahora en el caso de que un mismo club gane ambos campeonatos (Apertura y Clausura), el que lo acompaña a la fase de grupos de la Copa Libertadores será el mejor posicionado (no campeón) en la tabla acumulativa del año, el segundo mejor posicionado (no campeón) de la tabla acumulativa clasifica a la fase 2 de la Copa Libertadores y el tercer mejor posicionado (no campeón) de la tabla acumulativa clasifica a la fase 1 de la misma. Los cuatro siguientes mejores ubicados de la tabla acumulativa clasifican a la Copa Sudamericana de la siguiente temporada. Desde el 2023 uno de los cupos de clasificación a la Copa Libertadores es para el campeón de la Copa Paraguay.
| Temp. | CCP | GUA | LIB | NAC | OLI |
| --- | --- | --- | --- | --- | --- |
| 2018 | 2   | 8   | 3   | 4   | 1   |
| 2019 | 3   | 4   | 2   | 6   | 1   |
| 2020 | 1   | 4   | 3   | 5   | 2   |
| 2021 | 1   | 3   | 2   | 5   | 4   |
| 2022 | 1   | 5   | 3   | 4   | 2   |
| 2023 | 2   | 5   | 1   | 4   | 6   |
| 2024 | 2   | 4   | 3   | 8   | 1   |
| Top 3 | 7   | 1   | 7   | 0   | 5   |
| Top 5 | 7   | 6   | 7   | 5   | 6   |
| de 5 |     |     |     |     |     |
| Campeones del Apertura y/o Clausura / Fase de grupos de la Copa Libertadores Fase de grupos de la Copa Libertadores Fase preliminar de la Copa Libertadores Fase preliminar de la Copa Sudamericana |     |     |     |     |     |

Los dos equipos con peor promedio, teniendo en cuenta las campañas de los últimos 3 años, descienden a la Segunda División. Este sistema rige desde el 2001, pero es posible que ya se haya utilizado en épocas anteriores. Hasta el 2000 lo frecuente era que descendía el club con menor puntaje acumulado en la temporada.
El campeón y subcampeón de la Segunda División del año anterior ascienden a esta división de manera directa y reemplazan a los equipos descendidos.

## Patrocinio y televisación
La operadora de televisión por suscripción Tigo Star tiene los derechos exclusivos para emitir los partidos de la Primera División. Estos se emiten tanto por Tigo Sports, Tigo Sports + y Tigo Sports 3.
En años anteriores, los partidos de esta categoría eran emitidos en vivo por los canales de TV abierta Canal 13 RPC y Canal 9 SNT para todo el país, mientras que las operadoras de televisión por cable como Multicanal, Cablevisión, Mi Cable y Frontera Multicanal de Televisión lo emitían también en directo para todo Paraguay.

## Equipos participantes

### Temporada 2025
| Equipo                | Ciudad                   | Estadio                   | Capacidad | Fundación              | Títulos | Subtítulos | Proveedor | Patrocinador |
| --------------------- | ------------------------ | ------------------------- | --------- | ---------------------- | ------- | ---------- | --------- | ------------ |
| Atlético Tembetary    | Villa Elisa              | Luis Alfonso Giagni       | 11 000    | 3 de agosto de 1912    | 0       | 0          |           |              |
| Cerro Porteño         | Asunción                 | General Pablo Rojas       | 45 000    | 1 de octubre de 1912   | 34      | 39         |           |              |
| Deportivo Recoleta    | Asunción                 | Martín Torres             | 3 000     | 12 de febrero de 1931  | 0       | 0          |           |              |
| General Caballero JLM | Dr. Juan León Mallorquín | Ka'arendy                 | 10 120    | 21 de junio de 1962    | 0       | 0          |           |              |
| Guaraní               | Asunción                 | Gunther Vogel             | 6 200     | 12 de octubre de 1903  | 11      | 18         |           |              |
| Libertad              | Asunción                 | La Huerta                 | 14 000    | 30 de julio de 1905    | 26      | 22         |           |              |
| Nacional              | Asunción                 | Arsenio Erico             | 7 500     | 5 de junio de 1904     | 9       | 10         |           |              |
| Olimpia               | Asunción                 | Defensores del Chaco      | 42 354    | 25 de julio de 1902    | 47      | 26         |           |              |
| Sportivo 2 de Mayo    | Pedro Juan Caballero     | Río Parapití              | 25 000    | 6 de diciembre de 1935 | 0       | 0          |           |              |
| Sportivo Ameliano     | Villeta                  | La Fortaleza del Pikysyry | 7 000     | 6 de enero de 1936     | 0       | 0          |           |              |
| Sportivo Luqueño      | Luque                    | Luis Salinas Tanasio      | 10 000    | 1 de mayo de 1921      | 2       | 4          |           |              |
| Sportivo Trinidense   | Asunción                 | Martín Torres             | 3 000     | 11 de agosto de 1935   | 0       | 0          |           |              |

### Localización
La mayoría de los clubes (7) se concentra en la capital del país. En tanto que tres se encuentran a corta distancia en ciudades del Departamento Central. Por último, uno pertenece al departamento de Amambay y uno al de Alto Paraná. Se incluye al estadio Defensores del Chaco, propiedad de la Asociación Paraguaya de Fútbol, debido a su uso frecuente por equipos que optan oficiar ahí como locales.
| Asunción                    | 7 | Cerro Porteño / Deportivo Recoleta / Olimpia / Guaraní / Libertad / Nacional / Sportivo Trinidense | Asunción General Caballero 2 de Mayo S. Luqueño Equipos de Asunción: · Cerro Porteño · Deportivo Recoleta · Olimpia · Guaraní · Libertad · Nacional · Sportivo Trinidense |
| Departamento Central        | 3 | Sportivo Luqueño / Sportivo Ameliano / Atlético Tembetary                                          | Asunción General Caballero 2 de Mayo S. Luqueño Equipos de Asunción: · Cerro Porteño · Deportivo Recoleta · Olimpia · Guaraní · Libertad · Nacional · Sportivo Trinidense |
| Departamento de Amambay     | 1 | Sportivo 2 de Mayo                                                                                 | Asunción General Caballero 2 de Mayo S. Luqueño Equipos de Asunción: · Cerro Porteño · Deportivo Recoleta · Olimpia · Guaraní · Libertad · Nacional · Sportivo Trinidense |
| Departamento de Alto Paraná | 1 | General Caballero JLM                                                                              | Asunción General Caballero 2 de Mayo S. Luqueño Equipos de Asunción: · Cerro Porteño · Deportivo Recoleta · Olimpia · Guaraní · Libertad · Nacional · Sportivo Trinidense |

## Historial

### Títulos de Liga por año
| Temp.           | Año       | Edición                                            | Edición                                            | Campeón                                            | Subcampeón           | Tercer lugar        | Goleador | DT Campeón             |
| --------------- | --------- | -------------------------------------------------- | -------------------------------------------------- | -------------------------------------------------- | -------------------- | ------------------- | --- | ---------------------- |
| Era Amateur     |           |                                                    |                                                    |                                                    |                      |                     | |                        |
| 1.ª             | 1906      | I                                                  | I                                                  | Guaraní (Invicto)                                  | Olimpia              | Libertad            | ? | Salvador Melián        |
| 2.ª             | 1907      | II                                                 | II                                                 | Guaraní (Invicto)                                  | Olimpia              | Libertad            | ? | Manuel Bella           |
|                 | 1908      | Torneo no disputado por el Golpe de Estado de 1908 | Torneo no disputado por el Golpe de Estado de 1908 | Torneo no disputado por el Golpe de Estado de 1908 |                      |                     | |                        |
| 3.ª             | 1909      | III                                                | III                                                | Nacional                                           | Libertad             | Olimpia             | ? | ?                      |
| 4.ª             | 1910      | IV                                                 | IV                                                 | Libertad                                           | Atlántida            | Nacional            | ? | ?                      |
| 5.ª             | 1911      | V                                                  | V                                                  | Nacional (Invicto)                                 | Atlántida            | Sol de América      | ? | ?                      |
| 6.ª             | 1912      | VI                                                 | VI                                                 | Olimpia                                            | Sol de América       | Nacional            | ? | Carlos Olivia          |
| 7.ª             | 1913      | VII                                                | VII                                                | Cerro Porteño (Invicto)                            | Sol de América       | Nacional            | ? | Dámaso Ávila           |
| 8.ª             | 1914      | VIII                                               | VIII                                               | Olimpia                                            | Cerro Porteño        | River Plate         | ? | Ángel Hermosilla       |
| 9.ª             | 1915      | IX                                                 | IX                                                 | Cerro Porteño                                      | Olimpia              | Guaraní             | ? | ?                      |
| 10.ª            | 1916      | X                                                  | X                                                  | Olimpia                                            | Guaraní              | Nacional            | ? | César Mena Porta       |
| 11.ª            | 1917      | XI                                                 | XI                                                 | Libertad                                           | Olimpia              | Cerro Porteño       | ? | ?                      |
| 12.ª            | 1918      | XII                                                | XII                                                | Cerro Porteño                                      | Nacional             | Olimpia             | ? | ?                      |
| 13.ª            | 1919      | XIII                                               | XIII                                               | Cerro Porteño                                      | River Plate          | Olimpia             | ? | Humberto Camperchiolli |
| 14.ª            | 1920      | XIV                                                | XIV                                                | Libertad                                           | Olimpia              | Cerro Porteño       | ? | ?                      |
| 15.ª            | 1921      | XV                                                 | XV                                                 | Guaraní                                            | Nacional             | Sol de América      | ? | Idelfonso López        |
|                 | 1922      | Torneo no disputado por la Guerra Civil            | Torneo no disputado por la Guerra Civil            | Torneo no disputado por la Guerra Civil            |                      |                     | |                        |
| 16.ª            | 1923      | XVI                                                | XVI                                                | Guaraní                                            | Olimpia              | Libertad            | ? | Idelfonso López        |
| 17.ª            | 1924      | XVII                                               | XVII                                               | Nacional                                           | Libertad             | Olimpia             | ? | ?                      |
| 18.ª            | 1925      | XVIII                                              | XVIII                                              | Olimpia                                            | Guaraní              | Nacional            | ? | Axel Sirvent           |
| 19.ª            | 1926      | XIX                                                | XIX                                                | Nacional                                           | River Plate          | Sol de América      | ? | ?                      |
| 20.ª            | 1927      | XX                                                 | XX                                                 | Olimpia                                            | Libertad             | Nacional            | ? | ?                      |
| 21.ª            | 1928      | XXI                                                | XXI                                                | Olimpia                                            | Libertad             | Nacional            | ? | ?                      |
| 22.ª            | 1929      | XXII                                               | XXII                                               | Olimpia (Invicto)                                  | Libertad             | Sportivo Luqueño    | ? | ?                      |
| 23.ª            | 1930      | XXIII                                              | XXIII                                              | Libertad                                           | River Plate          | Olimpia             | ? | ?                      |
| 24.ª            | 1931      | XXIV                                               | XXIV                                               | Olimpia                                            | Libertad             | Guaraní             | ? | ?                      |
|                 | 1932-1934 | Torneos no disputados por la Guerra del Chaco      | Torneos no disputados por la Guerra del Chaco      | Torneos no disputados por la Guerra del Chaco      |                      |                     | |                        |
| Era Profesional |           |                                                    |                                                    |                                                    |                      |                     | |                        |
| 25.ª            | 1935      | XXV                                                | XXV                                                | Cerro Porteño                                      | Sol de América       | Libertad            | Pedro Osorio - 17 (Cerro Porteño)                                                                           | Alejandro Delgado      |
| 26.ª            | 1936      | XXVI                                               | XXVI                                               | Olimpia                                            | Atlántida            | Nacional            | Flaminio Silva - 34 (Olimpia)                                                                               | Daniel Schaerer        |
| 27.ª            | 1937      | XXVII                                              | XXVII                                              | Olimpia                                            | Cerro Porteño        | Guaraní             | Francisco Sosa - 21 (Cerro Porteño)                                                                         | César Mena Porta       |
| 28.ª            | 1938      | XXVIII                                             | XXVIII                                             | Olimpia                                            | Cerro Porteño        | Libertad            | Martín Flor - 17 (Cerro Porteño) Amado Salinas - 17 (Libertad)                                              | Daniel Schaerer        |
| 29.ª            | 1939      | XXIX                                               | XXIX                                               | Cerro Porteño                                      | Olimpia              | Nacional            | Teófilo Salinas - 28 (Libertad)                                                                             | Benjamín Laterza       |
| 30.ª            | 1940      | XXX                                                | XXX                                                | Cerro Porteño                                      | Sol de América       | Guaraní             | José Vinsac - 30 (Cerro Porteño)                                                                            | Manuel Recalde         |
| 31.ª            | 1941      | XXXI                                               | XXXI                                               | Cerro Porteño                                      | Olimpia              | Nacional            | Benjamín Laterza - 18 (Cerro Porteño) Fabio Franco - 18 (Nacional)                                          | Athuel Velázquez       |
| 32.ª            | 1942      | XXXII                                              | XXXII                                              | Nacional                                           | Cerro Porteño        | Guaraní             | Francisco Sosa - 23 (Cerro Porteño)                                                                         | Athuel Velázquez       |
| 33.ª            | 1943      | XXXIII                                             | XXXIII                                             | Libertad                                           | Olimpia              | Sol de América      | Atilio Mellone - 27 (Guaraní)                                                                               | Manuel Fleitas Solich  |
| 34.ª            | 1944      | XXXIV                                              | XXXIV                                              | Cerro Porteño                                      | Libertad             | Guaraní             | Porfirio Rolón - 18 (Libertad) Sixto Noceda - 18 (Presidente Hayes)                                         | Garibaldi Bougermini   |
| 35.ª            | 1945      | XXXV                                               | XXXV                                               | Libertad                                           | Cerro Porteño        | Presidente Hayes    | Porfirio Rolón - 18 (Libertad)                                                                              | Manuel Fleitas Solich  |
| 36.ª            | 1946      | XXXVI                                              | XXXVI                                              | Nacional                                           | Sol de América       | Cerro Porteño       | Leocadio Marín - 26 (Olimpia)                                                                               | José Durand Laguna     |
| 37.ª            | 1947      | XXXVII                                             | XXXVII                                             | Olimpia                                            | Guaraní              | Nacional            | Leocadio Marín - 27 (Olimpia)                                                                               | Antonio Brunetti       |
| 38.ª            | 1948      | XXXVIII                                            | XXXVIII                                            | Olimpia                                            | Cerro Porteño        | Sportivo Luqueño    | Fabio Franco - 24 (Nacional)                                                                                | Antonio Brunetti       |
| 39.ª            | 1949      | XXXIX                                              | XXXIX                                              | Guaraní                                            | Nacional             | Cerro Porteño       | Darío Jara Saguier - 18 (Cerro Porteño)                                                                     | Fulgencio Romaro       |
| 40.ª            | 1950      | XL                                                 | XL                                                 | Cerro Porteño                                      | Libertad             | Olimpia             | Darío Jara Saguier - 18 (Cerro Porteño)                                                                     | Pedro Osorio           |
| 41.ª            | 1951      | XLI                                                | XLI                                                | Sportivo Luqueño                                   | Cerro Porteño        | Nacional            | Antonio Ramón Gómez - 19 (Libertad)                                                                         | Vessilio Bártoli       |
| 42.ª            | 1952      | XLII                                               | XLII                                               | Presidente Hayes                                   | Libertad             | Sol de América      | Diego Alexis Mendoza - 16 (Libertad) Rubén Fernández - 16 (Libertad)                                        | Luis Magín Gómez       |
| 43.ª            | 1953      | XLIII                                              | XLIII                                              | Sportivo Luqueño                                   | Libertad             | Cerro Porteño       | Antonio Acosta - 15 (Presidente Hayes)                                                                      | Vessilio Bártoli       |
| 44.ª            | 1954      | XLIV                                               | XLIV                                               | Cerro Porteño                                      | Libertad             | Olimpia             | Máximo Rolón - 24 (Libertad)                                                                                | Gregorio Juan Esperón  |
| 45.ª            | 1955      | XLV                                                | XLV                                                | Libertad                                           | Olimpia              | Cerro Porteño       | Máximo Rolón - 25 (Libertad)                                                                                | Luis Viccini           |
| 46.ª            | 1956      | XLVI                                               | XLVI                                               | Olimpia                                            | Libertad             | Sol de América      | Máximo Rolón - 23 (Libertad)                                                                                | Aurelio González       |
| 47.ª            | 1957      | XLVII                                              | XLVII                                              | Olimpia                                            | Cerro Porteño        | Sol de América      | Juan Bautista Agüero - 14 (Olimpia)                                                                         | Aurelio González       |
| 48.ª            | 1958      | XLVIII                                             | XLVIII                                             | Olimpia                                            | Cerro Porteño        | Guaraní             | Juan Bautista Agüero - 16 (Olimpia)                                                                         | Aurelio González       |
| 49.ª            | 1959      | XLIX                                               | XLIX                                               | Olimpia (Invicto)                                  | Cerro Porteño        | Sportivo Luqueño    | Ramón Rodríguez - 17 (River Plate)                                                                          | Aurelio González       |
| 50.ª            | 1960      | L                                                  | L                                                  | Olimpia                                            | Cerro Porteño        | Sportivo Luqueño    | Gilberto Penayo - 18 (Cerro Porteño)                                                                        | Aurelio González       |
| 51.ª            | 1961      | LI                                                 | LI                                                 | Cerro Porteño                                      | Olimpia              | Sportivo Luqueño    | Justo Pastor Leiva - 17 (Guaraní)                                                                           | Vessilio Bártoli       |
| 52.ª            | 1962      | LII                                                | LII                                                | Olimpia                                            | Nacional             | River Plate         | Cecilio Martínez - 17 (Libertad)                                                                            | Miguel Ángel Pangrazio |
| 53.ª            | 1963      | LIII                                               | LIII                                               | Cerro Porteño                                      | Olimpia              | River Plate         | Juan Cabañas - 19 (Nacional)                                                                                | Mario Fortunato        |
| 54.ª            | 1964      | LIV                                                | LIV                                                | Guaraní                                            | Nacional             | Cerro Porteño       | Genaro García - 8 (Guaraní) Anastacio Jara - 8 (Sol de América) Antonio González - 8 (Rubio Ñu)             | Ondino Viera           |
| 55.ª            | 1965      | LV                                                 | LV                                                 | Olimpia                                            | Guaraní              | Cerro Porteño       | Genaro García - 15 (Guaraní)                                                                                | Aurelio González       |
| 56.ª            | 1966      | LVI                                                | LVI                                                | Cerro Porteño                                      | Guaraní              | Olimpia             | Celino Mora - 14 (Cerro Porteño)                                                                            | Mario Fortunato        |
| 57.ª            | 1967      | LVII                                               | LVII                                               | Guaraní                                            | Libertad             | Olimpia             | Sebastián Fleitas Miranda - 18 (Libertad)                                                                   | José María Rodríguez   |
| 58.ª            | 1968      | LVIII                                              | LVIII                                              | Olimpia                                            | Cerro Porteño        | Guaraní             | Pedro Antonio Cibils - 13 (Libertad)                                                                        | Marcos Pavlovsky       |
| 59.ª            | 1969      | LIX                                                | LIX                                                | Guaraní                                            | Olimpia              | Cerro Porteño       | Benicio Ferreira - 13 (Olimpia)                                                                             | José María Rodríguez   |
| 60.ª            | 1970      | LX                                                 | LX                                                 | Cerro Porteño                                      | Guaraní              | Libertad            | Saturnino Arrúa - 11 (Cerro Porteño)                                                                        | Marcos Pavlovsky       |
| 61.ª            | 1971      | LXI                                                | LXI                                                | Olimpia                                            | Cerro Porteño        | Guaraní             | Cristóbal Maldonado - 11 (Libertad)                                                                         | José María Rodríguez   |
| 62.ª            | 1972      | LXII                                               | LXII                                               | Cerro Porteño                                      | Olimpia              | River Plate         | Saturnino Arrúa - 17 (Cerro Porteño)                                                                        | Marcos Pavlovsky       |
| 63.ª            | 1973      | LXIII                                              | LXIII                                              | Cerro Porteño                                      | Olimpia              | Libertad            | Mario Beron - 15 (Cerro Porteño) Clemente Rolón - 15 (River Plate)                                          | Salvador Breglia       |
| 64.ª            | 1974      | LXIV                                               | LXIV                                               | Cerro Porteño                                      | Olimpia              | Guaraní             | Mario Beron - 10 (Cerro Porteño) Fermín Cabrera - 10 (Sportivo Luqueño)                                     | Egidio Landolfi        |
| 65.ª            | 1975      | LXV                                                | LXV                                                | Olimpia                                            | Sportivo Luqueño     | River Plate         | Hugo Kiese - 12 (Olimpia)                                                                                   | Aurelio González       |
| 66.ª            | 1976      | LXVI                                               | LXVI                                               | Libertad                                           | Cerro Porteño        | River Plate         | Arsenio Meza - 11 (River Plate)                                                                             | Ramón Rodríguez        |
| 67.ª            | 1977      | LXVII                                              | LXVII                                              | Cerro Porteño                                      | Libertad             | Guaraní             | Gustavo Fanego - 12 (Guaraní)                                                                               | Salvador Breglia       |
| 68.ª            | 1978      | LXVIII                                             | LXVIII                                             | Olimpia                                            | Sol de América       | Cerro Porteño       | Enrique Villalba - 10 (Olimpia)                                                                             | Carlos Sanabria        |
| 69.ª            | 1979      | LXIX                                               | LXIX                                               | Olimpia                                            | Sol de América       | Guaraní             | Edgar Ozuna - 10 (Capitán Figari)                                                                           | Luis Cubilla           |
| 70.ª            | 1980      | LXX                                                | LXX                                                | Olimpia                                            | Cerro Porteño        | Libertad            | Miguel Michelagnoli - 11 (Olimpia)                                                                          | José Sasía             |
| 71.ª            | 1981      | LXXI                                               | LXXI                                               | Olimpia                                            | Sol de América       | Cerro Porteño       | Eulalio Mora - 9 (Guaraní)                                                                                  | Roque Fernández        |
| 72.ª            | 1982      | LXXII                                              | LXXII                                              | Olimpia                                            | Nacional             | Libertad            | Pedro Fernánez - 13 (River Plate)                                                                           | Luis Cubilla           |
| 73.ª            | 1983      | LXXIII                                             | LXXIII                                             | Olimpia                                            | Sportivo Luqueño     | Libertad            | Rafael Bobadilla - 14 (Olimpia)                                                                             | Sergio Markarian       |
| 74.ª            | 1984      | LXXIV                                              | LXXIV                                              | Guaraní                                            | Cerro Porteño        | Olimpia             | Amancio Mereles - 12 (Cerro Porteño) Milciades Morel - 12 (Cerro Porteño)                                   | Cayetano Re            |
| 75.ª            | 1985      | LXXV                                               | LXXV                                               | Olimpia                                            | Nacional             | Sol de América      | Adriano Samaniego - 19 (Olimpia)                                                                            | Aníbal Ruiz            |
| 76.ª            | 1986      | LXXVI                                              | LXXVI                                              | Sol de América                                     | Olimpia              | Cerro Porteño       | Félix Ricardo Torres - 13 (Sol de América)                                                                  | Silvio Parodi          |
| 77.ª            | 1987      | LXXVII                                             | LXXVII                                             | Cerro Porteño                                      | Olimpia              | Sol de América      | Félix Brítez Román - 11 (Cerro Porteño)                                                                     | Valdir Espinosa        |
| 78.ª            | 1988      | LXXVIII                                            | LXXVIII                                            | Olimpia                                            | Sol de América       | Libertad            | Raúl Vicente Amarilla - 17 (Olimpia)                                                                        | Luis Cubilla           |
| 79.ª            | 1989      | LXXIX                                              | LXXIX                                              | Olimpia                                            | Guaraní              | Cerro Porteño       | Jorge López - 16 (San Lorenzo)                                                                              | Luis Cubilla           |
| 80.ª            | 1990      | LXXX                                               | LXXX                                               | Cerro Porteño                                      | Libertad             | Sportivo Luqueño    | Buenaventura Ferreira - 17 (Libertad/Cerro Porteño) Romerito - 17 (Sportivo Luqueño)                        | Sergio Markarian       |
| 81.ª            | 1991      | LXXXI                                              | LXXXI                                              | Sol de América                                     | Cerro Porteño        | Guaraní             | Carlos Luis Torres - 12 (Olimpia) Lilio Torales - 12 (Atlético Colegiales)                                  | Héctor Corte           |
| 82.ª            | 1992      | LXXXII                                             | LXXXII                                             | Cerro Porteño                                      | Libertad             | Sportivo Luqueño    | Felipe Nery Franco - 13 (Libertad)                                                                          | Valdir Espinosa        |
| 83.ª            | 1993      | LXXXIII                                            | LXXXIII                                            | Olimpia (Invicto)                                  | Cerro Porteño        | Guaraní             | Francisco Ferreira - 13 (Sportivo Luqueño)                                                                  | Ever Hugo Almeida      |
| 84.ª            | 1994      | LXXXIV                                             | LXXXIV                                             | Cerro Porteño                                      | Olimpia              | Sport Colombia      | Héctor Núñez - 27 (Cerro Porteño)                                                                           | Gerardo González       |
| 85.ª            | 1995      | LXXXV                                              | LXXXV                                              | Olimpia                                            | Cerro Porteño        | Guaraní y Nacional  | Héctor Núñez - 17 (Cerro Porteño)                                                                           | Luis Cubilla           |
| 86.ª            | 1996      | LXXXVI                                             | LXXXVI                                             | Cerro Porteño                                      | Guaraní              | Sportivo Luqueño    | Arístides Rojas - 22 (Guaraní)                                                                              | Carlos Kiese           |
| 87.ª            | 1997      | LXXXVII                                            | LXXXVII                                            | Olimpia                                            | Cerro Porteño        | Guaraní             | Luis Molinas - 13 (Nacional/Tembetary)                                                                      | Luis Cubilla           |
| 88.ª            | 1998      | LXXXVIII                                           | LXXXVIII                                           | Olimpia                                            | Cerro Porteño        | Sol de América      | Mauro Caballero - 21 (Olimpia)                                                                              | Luis Cubilla           |
| 89.ª            | 1999      | LXXXIX                                             | LXXXIX                                             | Olimpia                                            | Cerro Porteño        | Atlético Colegiales | Gauchinho - 22 (Cerro Porteño)                                                                              | Luis Cubilla           |
| 90.ª            | 2000      | XC                                                 | XC                                                 | Olimpia                                            | Guaraní              | Cerro Porteño       | Francisco Ferreira - 23 (Cerro Porteño)                                                                     | Alicio Solalinde       |
| 91.ª            | 2001      | XCI                                                | XCI                                                | Cerro Porteño                                      | Sportivo Luqueño     | Guaraní             | Mauro Caballero - 13 (Cerro Porteño/Libertad)                                                               | Mario César Jacquet    |
| 92.ª            | 2002      | XCII                                               | XCII                                               | Libertad                                           | 12 de Octubre F.B.C. | Cerro Porteño       | Juan Samudio - 23 (Libertad)                                                                                | Gerardo Martino        |
| 93.ª            | 2003      | XCIII                                              | XCIII                                              | Libertad                                           | Guaraní              | Olimpia             | Erwin Ávalos - 16 (Cerro Porteño)                                                                           | Víctor Genes           |
| 94.ª            | 2004      | XCIV                                               | XCIV                                               | Cerro Porteño                                      | Libertad             | Tacuary             | Juan Samudio - 22 (Libertad)                                                                                | Gerardo Martino        |
| 95.ª            | 2005      | XCV                                                | XCV                                                | Cerro Porteño                                      | Libertad             | Nacional            | Dante López - 21 (Nacional/Olimpia)                                                                         | Gustavo Costas         |
| 96.ª            | 2006      | XCVI                                               | XCVI                                               | Libertad                                           | Cerro Porteño        | Tacuary             | Hernán Rodrigo López - 27 (Libertad)                                                                        | Gerardo Martino        |
| 97.ª            | 2007      | XCVII                                              | XCVII                                              | Libertad                                           | Sportivo Luqueño     | Cerro Porteño       | Fabio Ramos - 15 (Nacional) Pablo Zeballos - 15 (Sol de América)                                            | Rubén Israel           |
| Temp.           | Año       | Edición                                            | Campeonato                                         | Campeón                                            | Subcampeón           | Tercer lugar        | Goleador | DT Campeón             |
| 98.ª            | 2008      | XCVIII                                             | Apertura                                           | Libertad                                           | Nacional             | Cerro Porteño       | Fabio Escobar - 13 (Nacional)                                                                               | Rubén Israel           |
| 98.ª            | 2008      | XCIX                                               | Clausura                                           | Libertad                                           | Guaraní              | Cerro Porteño       | Edgar Benítez - 14 (Sol de América)                                                                         | Rubén Israel           |
| 99.ª            | 2009      | C                                                  | Apertura                                           | Cerro Porteño                                      | Libertad             | Nacional            | Pablo Velázquez - 16 (Rubio Ñu)                                                                             | Pedro Troglio          |
| 99.ª            | 2009      | CI                                                 | Clausura                                           | Nacional                                           | Libertad             | Guaraní             | César Cáceres Cañete - 11 (Guaraní)                                                                         | Ever Hugo Almeida      |
| 100.ª           | 2010      | CII                                                | Apertura                                           | Guaraní                                            | Cerro Porteño        | Olimpia             | Rodrigo Teixeira - 16 (Guaraní) Pablo Zeballos - 16 (Cerro Porteño)                                         | Félix Darío León       |
| 100.ª           | 2010      | CIII                                               | Clausura                                           | Libertad                                           | Cerro Porteño        | Nacional            | Juan Carlos Ferreyra - 12 (Olimpia) Roberto Nanni - 12 (Cerro Porteño)                                      | Gregorio Pérez         |
| 101.ª           | 2011      | CIV                                                | Apertura                                           | Nacional                                           | Olimpia              | Libertad            | Pablo Zeballos - 13 (Olimpia)                                                                               | Juan Battaglia         |
| 101.ª           | 2011      | CV                                                 | Clausura                                           | Olimpia                                            | Cerro Porteño        | Libertad            | Freddy Bareiro - 13 (Cerro Porteño)                                                                         | Gerardo Pelusso        |
| 102.ª           | 2012      | CVI                                                | Apertura                                           | Cerro Porteño                                      | Olimpia              | Libertad            | José Ortigoza - 13 (Sol de América)                                                                         | Jorge Fossati          |
| 102.ª           | 2012      | CVII                                               | Clausura                                           | Libertad                                           | Nacional             | Guaraní             | Diego Centurión - 13 (Guaraní) José Ariel Núñez - 13 (Libertad)                                             | Rubén Israel           |
| 103.ª           | 2013      | CVIII                                              | Apertura                                           | Nacional                                           | Guaraní              | Cerro Porteño       | Julián Benítez - 13 (Nacional)                                                                              | Gustavo Morínigo       |
| 103.ª           | 2013      | CIX                                                | Clausura                                           | Cerro Porteño (Invicto)                            | Libertad             | Deportivo Capiatá   | Hernán Rodrigo López - 17 (Sportivo Luqueño)                                                                | Francisco Arce         |
| 104.ª           | 2014      | CX                                                 | Apertura                                           | Libertad                                           | Guaraní              | Olimpia             | Hernán Rodrigo López - 19 (Libertad) Christian Ovelar - 19 (Sol de América)                                 | Pedro Sarabia          |
| 104.ª           | 2014      | CXI                                                | Clausura                                           | Libertad                                           | Cerro Porteño        | Guaraní             | Fernando Fernández - 17 (Guaraní)                                                                           | Pedro Sarabia          |
| 105.ª           | 2015      | CXII                                               | Apertura                                           | Cerro Porteño                                      | Guaraní              | Libertad            | Fernando Fernández - 11 (Guaraní) José Ortigoza - 11 (Cerro Porteño) Santiago Salcedo - 11 (Sol de América) | Roberto Torres         |
| 105.ª           | 2015      | CXIII                                              | Clausura                                           | Olimpia                                            | Cerro Porteño        | Guaraní             | Santiago Salcedo - 19 (Sol de América)                                                                      | Francisco Arce         |
| 106.ª           | 2016      | CXIV                                               | Apertura                                           | Libertad                                           | Olimpia              | Sol de América      | Brian Montenegro - 18 (Nacional)                                                                            | Roberto Torres         |
| 106.ª           | 2016      | CXV                                                | Clausura                                           | Guaraní                                            | Olimpia              | Libertad            | Ernesto Álvarez - 14 (Sol de América) Cecilio Domínguez - 14 (Cerro Porteño)                                | Daniel Garnero         |
| 107.ª           | 2017      | CXVI                                               | Apertura                                           | Libertad                                           | Guaraní              | Olimpia             | Santiago Salcedo - 15 (Libertad)                                                                            | Fernando Jubero        |
| 107.ª           | 2017      | CXVII                                              | Clausura                                           | Cerro Porteño                                      | Olimpia              | Guaraní             | Diego Churín - 11 (Cerro Porteño) Rodrigo Bogarín - 11 (Guaraní)                                            | Leonel Álvarez         |
| 108.ª           | 2018      | CXVIII                                             | Apertura                                           | Olimpia                                            | Cerro Porteño        | Libertad            | Néstor Camacho - 14 (Olimpia)                                                                               | Luis Zubeldía          |
| 108.ª           | 2018      | CXIX                                               | Clausura                                           | Olimpia                                            | Cerro Porteño        | Libertad            | Óscar Cardozo - 15 (Libertad)                                                                               | Fernando Jubero        |
| 109.ª           | 2019      | CXX                                                | Apertura                                           | Olimpia                                            | Cerro Porteño        | Libertad            | Roque Santa Cruz - 11 (Olimpia) William Mendieta - 11 (Olimpia)                                             | Fernando Jubero        |
| 109.ª           | 2019      | CXXI                                               | Clausura                                           | Olimpia                                            | Libertad             | Libertad            | Roque Santa Cruz - 15 (Olimpia)                                                                             | Miguel Ángel Russo     |
| 110.ª           | 2020      | CXXII                                              | Apertura                                           | Cerro Porteño                                      | Olimpia              | Libertad            | Sebastián Ferreira - 13 (Libertad)                                                                          | Francisco Arce         |
| 110.ª           | 2020      | CXXIII                                             | Clausura                                           | Olimpia                                            | Guaraní              | Sol de América      | Jorge Recalde - 9 (Olimpia)                                                                                 | Néstor Gorosito        |
| 111.ª           | 2021      | CXXIV                                              | Apertura                                           | Libertad                                           | Olimpia              | Nacional            | Leonardo Villagra - 10 (Nacional)                                                                           | Daniel Garnero         |
| 111.ª           | 2021      | CXXV                                               | Clausura                                           | Cerro Porteño                                      | Guaraní              | Sol de América      | Lorenzo Melgarejo - 9 (Libertad)                                                                            | Francisco Arce         |
| 112.ª           | 2022      | CXXVI                                              | Apertura                                           | Libertad                                           | Cerro Porteño        | Olimpia             | Fernando Fabián Fernández - 13 (Guaraní)                                                                    | Daniel Garnero         |
| 112.ª           | 2022      | CXXVII                                             | Clausura                                           | Olimpia                                            | Cerro Porteño        | Nacional            | Derlis González - 12 (Olimpia) Lorenzo Melgarejo - 12 (Libertad)                                            | Julio César Cáceres    |
| 113.ª           | 2023      | CXXVIII                                            | Apertura                                           | Libertad                                           | Cerro Porteño        | Sportivo Trinidense | Óscar Cardozo - 10 (Libertad)                                                                               | Daniel Garnero         |
| 113.ª           | 2023      | CXXIX                                              | Clausura                                           | Libertad                                           | Cerro Porteño        | Nacional            | Óscar Cardozo - 11 (Libertad)                                                                               | Ariel Galeano          |
| 114.ª           | 2024      | CXXX                                               | Apertura                                           | Libertad                                           | Cerro Porteño        | Olimpia             | Cecilio Domínguez - 11 (Cerro Porteño)                                                                      | Ariel Galeano          |
| 114.ª           | 2024      | CXXXI                                              | Clausura                                           | Olimpia                                            | Guaraní              | 2 de Mayo           | Rodney Redes - 7 (Olimpia) Rodrigo Ruiz Díaz - 7 (2 de Mayo) Marcelo Ferreira - 7 (Sportivo Luqueño)        | Martin Palermo         |
| 115.ª           | 2025      | CXXXII                                             | Apertura                                           | Libertad                                           | Cerro Porteño        | Guaraní             | Gustavo Caballero - 9 (Nacional) Juan Iturbe - 9 (Cerro Porteño)                                            | Sergio Aquino          |

## Palmarés

### Títulos de Liga por equipo
| Equipo           | Títulos | Subtítulos | Años campeón | Años subcampeón |
| ---------------- | ------- | ---------- | --- | --- |
| Olimpia          | 47      | 26         | 1912, 1914, 1916, 1925, 1927, 1928, 1929, 1931, 1936, 1937, 1938, 1947, 1948, 1956, 1957, 1958, 1959, 1960, 1962, 1965, 1968, 1971, 1975, 1978, 1979, 1980, 1981, 1982, 1983, 1985, 1988, 1989, 1993, 1995, 1997, 1998, 1999, 2000, 2011 (C), 2015 (C), 2018 (A),2018(C) 2019(A),2019(C) 2020 (C), 2022 (C), 2024 (C) | 1906, 1907, 1915, 1917, 1920, 1923, 1939, 1941, 1943, 1955, 1961, 1963, 1969, 1972, 1973, 1974, 1986, 1987, 1994, 2011 (A), 2012 (A), 2016 (A), 2016 (C), 2017 (C),2020 (A), 2021 (A) |
| Cerro Porteño    | 34      | 38         | 1913, 1915, 1918, 1919, 1935, 1939, 1940, 1941, 1944, 1950, 1954, 1961, 1963, 1966, 1970, 1972, 1973, 1974, 1977, 1987, 1990, 1992, 1994, 1996, 2001, 2004, 2005, 2009 (A), 2012 (A), 2013 (C), 2015 (A), 2017 (C),2020 (A), 2021 (C)                                                                                 | 1914, 1937, 1938, 1942, 1945, 1948, 1951, 1953, 1957, 1958, 1959, 1960, 1964, 1968, 1971, 1976, 1980, 1984, 1991, 1993, 1995, 1997, 1998, 1999, 2006, 2010 (A), 2010 (C), 2011 (C), 2014 (C), 2015 (C), 2018(A) 2018(C) 2019(A) 2019(C) 2022 (A), 2022 (C), 2023 (A), 2023 (C), 2024 (A), 2025 (A) |
| Libertad         | 26      | 21         | 1910, 1917, 1920, 1930, 1943, 1945, 1955, 1976, 2002, 2003, 2006, 2007, 2008 (A), 2008 (C), 2010 (C), 2012 (C), 2014 (A), 2014 (C), 2016 (A), 2017 (A), 2021 (A), 2022 (A), 2023 (A), 2023 (C), 2024 (A), 2025 (A) | 1909, 1924, 1927, 1928, 1929, 1931, 1944, 1950, 1952, 1953, 1954, 1956, 1967, 1977, 1990, 1992, 2004, 2005, 2009 (A), 2009 (C), 2013 (C) |
| Guaraní          | 11      | 18         | 1906, 1907, 1921, 1923, 1949, 1964, 1967, 1969, 1984, 2010 (A), 2016 (C) | 1916, 1925, 1947, 1965, 1966, 1970, 1989, 1996, 2000, 2003, 2008 (C), 2013 (A), 2014 (A), 2015 (A), 2017 (A), 2020 (C), 2021 (C), 2024 (C) |
| Nacional         | 9       | 9          | 1909, 1911, 1924, 1926, 1942, 1946, 2009 (C), 2011 (A), 2013 (A) | 1918, 1921, 1927, 1949, 1962, 1964, 1982, 1985, 2008 (A), 2012 (C) |
| Sol de América   | 2       | 12         | 1986, 1991 | 1912, 1913, 1926, 1935, 1940, 1946, 1952, 1957, 1978, 1979, 1981, 1988 |
| Sportivo Luqueño | 2       | 4          | 1951, 1953 | 1975, 1983, 2001, 2007 |
| Presidente Hayes | 1       | 0          | 1952 | |
| River Plate      | 0       | 3          | | 1919, 1926, 1930 |
| Atlántida        | 0       | 3          | | 1910, 1911, 1936 |
| 12 de Octubre    | 0       | 1          | | 2002 |

## Campeonatos consecutivos
| Hexacampeonatos | Hexacampeonatos | Hexacampeonatos                      |
| Club            | Veces           | Años campeón                         |
| --------------- | --------------- | ------------------------------------ |
| Olimpia         | 1               | 1978, 1979, 1980, 1981, 1982, y 1983 |

| Pentacampeonatos | Pentacampeonatos | Pentacampeonatos              |
| Club             | Veces            | Años campeón                  |
| ---------------- | ---------------- | ----------------------------- |
| Olimpia          | 1                | 1956, 1957, 1958, 1959 y 1960 |

| Tetracampeonatos | Tetracampeonatos | Tetracampeonatos                                            |
| Club | Veces            | Años campeón                                                |
| --- | ---------------- | ----------------------------------------------------------- |
| Olimpia | 2                | 1997, 1998, 1999 y 2000 2018 (A), 2018(C), 2019(A), 2019(C) |
| Libertad | 1                | 2006, 2007, 2008 (A) y 2008 (C)                             |
| Cerro Porteño ganó el Apertura 2004, Clausura 2004, Apertura 2005 y Clausura 2005, sin embargo no se lo considera Tetracampeón ya que hasta 2007 ambos ganadores semestrales debían enfrentarse en una finalísima para definir al campeón de liga de la temporada. |                  |                                                             |

| Tricampeonatos | Tricampeonatos | Tricampeonatos                      |
| Club           | Veces          | Años campeón                        |
| -------------- | -------------- | ----------------------------------- |
| Olimpia        | 2              | 1927, 1928 y 1929 1936, 1937 y 1938 |
| Cerro Porteño  | 2              | 1939, 1940 y 1941 1972, 1973 y 1974 |
| Libertad       | 1              | 2023 (A), 2023 (C) y 2024 (A)       |

## Torneos Cortos
Desde la temporada 1996, la APF implementa dos torneos anuales, Apertura en la primera parte del año y Clausura en el segundo semestre, pero no fue hasta 2008 que comenzó a considerar a cada campeón semestral como ganador de un nuevo título de liga.
El detalle de los ganadores semestrales y definiciones del Campeonato Absoluto (1996-2007)
| Temporada | Torneo   | Ganador          | Finalísima                                                                                  | Campeón Absoluto |
| --------- | -------- | ---------------- | ------------------------------------------------------------------------------------------- | ---------------- |
| 1996      | Apertura | Guaraní          | Ida - Guaraní 2:1 Cerro Porteño Vuelta - Cerro Porteño 5:1 Guaraní                          | Cerro Porteño    |
| 1996      | Clausura | Cerro Porteño    | Ida - Guaraní 2:1 Cerro Porteño Vuelta - Cerro Porteño 5:1 Guaraní                          | Cerro Porteño    |
| 1997      | Apertura | Cerro Porteño    | Ida - Olimpia 1:0 Cerro Porteño Vuelta - Cerro Porteño 1:1 Olimpia                          | Olimpia          |
| 1997      | Clausura | Olimpia          | Ida - Olimpia 1:0 Cerro Porteño Vuelta - Cerro Porteño 1:1 Olimpia                          | Olimpia          |
| 1998      | Apertura | Olimpia          | Ida - Cerro Porteño 2:2 Olimpia Vuelta - Olimpia 3:1 Cerro Porteño                          | Olimpia          |
| 1998      | Clausura | Cerro Porteño    | Ida - Cerro Porteño 2:2 Olimpia Vuelta - Olimpia 3:1 Cerro Porteño                          | Olimpia          |
| 1999      | Apertura | Olimpia          | Ida - Olimpia 1:0 Cerro Porteño Vuelta - Cerro Porteño 2:3 Olimpia                          | Olimpia          |
| 1999      | Clausura | Cerro Porteño    | Ida - Olimpia 1:0 Cerro Porteño Vuelta - Cerro Porteño 2:3 Olimpia                          | Olimpia          |
| 2000      | Apertura | Olimpia          | Al haber un mismo equipo ganador del Apertura y del Clausura de la temporada, no se disputó | Olimpia          |
| 2000      | Clausura | Olimpia          | Al haber un mismo equipo ganador del Apertura y del Clausura de la temporada, no se disputó | Olimpia          |
| 2001      | Apertura | Cerro Porteño    | Al haber un mismo equipo ganador del Apertura y del Clausura de la temporada, no se disputó | Cerro Porteño    |
| 2001      | Clausura | Cerro Porteño    | Al haber un mismo equipo ganador del Apertura y del Clausura de la temporada, no se disputó | Cerro Porteño    |
| 2002      | Apertura | Libertad         | Ida - 12 de Octubre 1:2 Libertad Vuelta - Libertad 4:1 12 de Octubre                        | Libertad         |
| 2002      | Clausura | 12 de Octubre I  | Ida - 12 de Octubre 1:2 Libertad Vuelta - Libertad 4:1 12 de Octubre                        | Libertad         |
| 2003      | Apertura | Libertad         | Al haber un mismo equipo ganador del Apertura y del Clausura de la temporada, no se disputó | Libertad         |
| 2003      | Clausura | Libertad         | Al haber un mismo equipo ganador del Apertura y del Clausura de la temporada, no se disputó | Libertad         |
| 2004      | Apertura | Cerro Porteño    | Al haber un mismo equipo ganador del Apertura y del Clausura de la temporada, no se disputó | Cerro Porteño    |
| 2004      | Clausura | Cerro Porteño    | Al haber un mismo equipo ganador del Apertura y del Clausura de la temporada, no se disputó | Cerro Porteño    |
| 2005      | Apertura | Cerro Porteño    | Al haber un mismo equipo ganador del Apertura y del Clausura de la temporada, no se disputó | Cerro Porteño    |
| 2005      | Clausura | Cerro Porteño    | Al haber un mismo equipo ganador del Apertura y del Clausura de la temporada, no se disputó | Cerro Porteño    |
| 2006      | Apertura | Libertad         | Ida - Cerro Porteño 0:0 Libertad Vuelta - Libertad 2:1 Cerro Porteño                        | Libertad         |
| 2006      | Clausura | Cerro Porteño    | Ida - Cerro Porteño 0:0 Libertad Vuelta - Libertad 2:1 Cerro Porteño                        | Libertad         |
| 2007      | Apertura | Sportivo Luqueño | Ida - Sportivo Luqueño 1:1 Libertad Vuelta - Libertad 2:0 Sportivo Luqueño                  | Libertad         |
| 2007      | Clausura | Libertad         | Ida - Sportivo Luqueño 1:1 Libertad Vuelta - Libertad 2:0 Sportivo Luqueño                  | Libertad         |

Si hacemos un retrospecto, los equipos más perjudicados por el formato de dos torneos anuales pero un solo campeón absoluto por temporada son: Cerro Porteño, que durante el periodo 1996-2007 ganó once torneos cortos, pero solo sumó cuatro títulos; Sportivo Luqueño, que logró finalizar en primer lugar de un torneo de primera división luego de 55 años, pero no pudo sumar un título a su palmarés debido a que perdió la finalísima anual contra Libertad. Otro gran perjudicado por el formato es el 12 de Octubre de Itauguá, que en una histórica, infartante e inolvidable definición, logró conquistar el Torneo Clausura 2002, pero luego cayó en la definición por el cetro anual
Así sería el palmarés de la primera división si se considerase a cada Torneo Apertura y Clausura desde 1996 como un título absoluto:
Actualizado a la finalización del Torneo Apertura 2025.
| Equipo               | Títulos |
| -------------------- | ------- |
| Olimpia              | 48      |
| Cerro Porteño        | 41      |
| Libertad             | 27      |
| Guaraní              | 12      |
| Nacional             | 9       |
| Sportivo Luqueño     | 3       |
| Sol de América       | 2       |
| Presidente Hayes     | 1       |
| 12 de Octubre F.B.C. | 1       |

## Participaciones de clubes
Un total de 58 instituciones han participado en al menos una temporada en Primera División (46 en la era profesional, desde 1935). El siguiente listado muestra la cantidad de presencias de cada equipo en la máxima categoría al 2025.
En negrita, actualmente en Primera División. 
| Club                                            | Temporadas en Primera División | Temporadas consecutivas en Primera División actualmente | Años en Primera División                                                                         |
| ----------------------------------------------- | ------------------------------ | ------------------------------------------------------- | ------------------------------------------------------------------------------------------------ |
| Olimpia                                         | 115                            | 115                                                     | 1906 a 2025                                                                                      |
| Guaraní                                         | 114                            | 109                                                     | 1906 a 1911 y 1913 a 2025                                                                        |
| Cerro Porteño                                   | 109                            | 109                                                     | 1913 a 2025                                                                                      |
| Libertad                                        | 108                            | 25                                                      | 1906 a 1911, 1917 a 1998 y 2001 a 2025                                                           |
| Nacional                                        | 108                            | 22                                                      | 1906 a 1978, 1980 a 1988, 1990 a 1998 y 2004 a 2025                                              |
| Sol de América                                  | 105                            | -                                                       | 1911 a 1964, 1966 a 1976, 1978 a 2004, 2007 a 2022 y 2024                                        |
| Sportivo Luqueño                                | 90                             | 3                                                       | 1925 a 1931, 1936 a 1955, 1957 a 1963, 1969 a 2021 y 2023 a 2025                                 |
| River Plate                                     | 76                             | -                                                       | 1914 a 1954, 1958 a 1985, 1988 a 1994, 2016 y 2019 a 2021                                        |
| Presidente Hayes                                | 51                             | -                                                       | 1912, 1917, 1920 a 1928, 1930 a 1957, 1959, 1961 a 1965, 1972, 1975 y 1992 a 1999                |
| Atlántida                                       | 34                             | -                                                       | 1907 a 1911, 1918 a 1925 1928 a 1950 y 1952 a 1954                                               |
| San Lorenzo                                     | 33                             | -                                                       | 1950 a 1952, 1954 a 1955, 1961 a 1969, 1985 a 1986, 1988 a 1992, 1995 a 2003, 2015 y 2019 a 2020 |
| Rubio Ñu                                        | 26                             | -                                                       | 1927, 1964 a 1971, 1973 a 1980 y 2009 a 2017                                                     |
| Atlético Colegiales                             | 19                             | -                                                       | 1983 a 2001                                                                                      |
| 12 de Octubre de Itauguá                        | 17                             | -                                                       | 1994, 1998 a 2009, 2014 y 2020 a 2022                                                            |
| Sport Colombia                                  | 16                             | -                                                       | 1951, 1986 a 1991, 1993 a 1997, 2002 a 2004 y 2010                                               |
| General Caballero ZC                            | 16                             | -                                                       | 1924, 1929 a 1931, 1959 a 1960, 1971 a 1974, 1987 a 1989, 2005, 2011 y 2016                      |
| Atlético Tembetary                              | 16                             | 1                                                       | 1960 a 1963, 1977 a 1982, 1984, 1989 a 1990, 1996 a 1997 y 2025                                  |
| Tacuary                                         | 13                             | -                                                       | 2003 a 2012 y 2022 a 2024                                                                        |
| Cerro Corá (desaparecido)                       | 10                             | -                                                       | 1991 a 1995 y 1997 a 2001                                                                        |
| 3 de Febrero de CDE                             | 9                              | -                                                       | 2005 a 2011, 2014 y 2018                                                                         |
| Atlético Corrales (desaparecido)                | 8                              | -                                                       | 1930 a 1938 y 1940 a 1941                                                                        |
| General Díaz de Luque                           | 8                              | -                                                       | 2013 a 2020                                                                                      |
| Deportivo Capiatá                               | 7                              | -                                                       | 2013 a 2019                                                                                      |
| Sportivo Trinidense                             | 7                              | 3                                                       | 1994, 2007, 2010, 2017 y 2023 a 2025                                                             |
| Sastre Sport (desaparecido)                     | 6                              | -                                                       | 1917, 1919 a 1920, 1923 a 1924 y 1926                                                            |
| Resistencia                                     | 6                              | -                                                       | 1976 a 1977, 1981, 1999 y 2022 a 2023                                                            |
| 2 de Mayo de PJC                                | 6                              | 2                                                       | 2006 a 2009 y 2024 a 2025                                                                        |
| Independiente CG                                | 4                              | -                                                       | 2011 a 2012 y 2017 a 2018                                                                        |
| Guaireña FC de Villarrica                       | 4                              | -                                                       | 2020 a 2023                                                                                      |
| General Caballero de Mallorquín                 | 4                              | 4                                                       | 2022 a 2025                                                                                      |
| Sportivo Ameliano                               | 4                              | 4                                                       | 2022 a 2025                                                                                      |
| Marte Atlético (fusionado)                      | 3                              | -                                                       | 1917 a 1919                                                                                      |
| Humaitá FBC                                     | 3                              | -                                                       | 1994 a 1996                                                                                      |
| Cerro Porteño de CPF                            | 3                              | -                                                       | 1994 y 2012 a 2013                                                                               |
| Deportivo Santaní                               | 3                              | -                                                       | 2015 y 2018 a 2019                                                                               |
| Mbiguá (desapareció su sección de fútbol)       | 2                              | -                                                       | 1909 y 1910                                                                                      |
| Mariscal López (desaparecido)                   | 2                              | -                                                       | 1916 y 1917                                                                                      |
| Presidente Alvear (desaparecido)                | 2                              | -                                                       | 1930 y 1931                                                                                      |
| Universo (desaparecido)                         | 2                              | -                                                       | 1930 y 1931                                                                                      |
| General Genes (desaparecido)                    | 2                              | -                                                       | 1953 y 1956                                                                                      |
| Oriental                                        | 2                              | -                                                       | 1982 y 1983                                                                                      |
| Silvio Pettirossi                               | 2                              | -                                                       | 1970 y 2008                                                                                      |
| Sportivo Carapeguá                              | 2                              | -                                                       | 2012 a 2013                                                                                      |
| Deportivo Recoleta                              | 2                              | 1                                                       | 2002 y 2025                                                                                      |
| General Díaz de Asunción (desaparecido)         | 1                              | -                                                       | 1906                                                                                             |
| 14 de Mayo (desaparecido)                       | 1                              | -                                                       | 1906                                                                                             |
| Boys Scouts (desaparecido)                      | 1                              | -                                                       | 1917                                                                                             |
| Vencedor (fusionado)                            | 1                              | -                                                       | 1917                                                                                             |
| 10 de Agosto (desaparecido)                     | 1                              | -                                                       | 1917                                                                                             |
| Atlético Triunfo (desaparecido)                 | 1                              | -                                                       | 1921                                                                                             |
| Asunción FBC (desapareció su sección de fútbol) | 1                              | -                                                       | 1949                                                                                             |
| Capitán Figari                                  | 1                              | -                                                       | 1979                                                                                             |
| Deportivo Boquerón de CDE                       | 1                              | -                                                       | 1994                                                                                             |
| Guaraní de Coronel Oviedo                       | 1                              | -                                                       | 1994                                                                                             |
| Pettirossi de Encarnación                       | 1                              | -                                                       | 1994                                                                                             |
| 8 de Diciembre de Caaguazú                      | 1                              | -                                                       | 1994                                                                                             |
| Universal de Encarnación                        | 1                              | -                                                       | 2000                                                                                             |
| Fernando de la Mora                             | 1                              | -                                                       | 2006                                                                                             |

## Mayores goleadas
- Algunas de las mayores goleadas registradas en la historia del torneo son:

| Equipo Local       | Resultado | Equipo Visitante           | Torneo          |
| ------------------ | --------- | -------------------------- | --------------- |
| River Plate        | 16 - 0    | Marte Atlético             | Campeonato 1919 |
| River Plate        | 12 - 2    | Sol de América             | Campeonato 1918 |
| Guaraní            | 11 - 1    | Marte Atlético             | Campeonato 1918 |
| Cerro Porteño      | 10 - 1    | Atlético Corrales          | Campeonato 1938 |
| Olimpia            | 10 - 1    | 8 de Diciembre de Caaguazú | Campeonato 1994 |
| Cerro Porteño      | 9 - 0     | Marte Atlético             | Campeonato 1918 |
| Guaraní            | 12 - 4    | Sol de América             | Campeonato 1947 |
| Deportivo Recoleta | 1 - 9     | Sport Colombia             | Campeonato 2002 |
| Guaraní            | 8 - 0     | 14 de Mayo                 | Campeonato 1906 |
| Nacional           | 8 - 0     | Guaraní                    | Campeonato 1914 |
| Nacional           | 0 - 8     | Olimpia                    | Campeonato 1914 |
| Sportivo Luqueño   | 0 - 8     | Nacional                   | Campeonato 1962 |
| Libertad           | 8 - 0     | 3 de Febrero de CDE        | Apertura 2009   |

## Máximos goleadores históricos

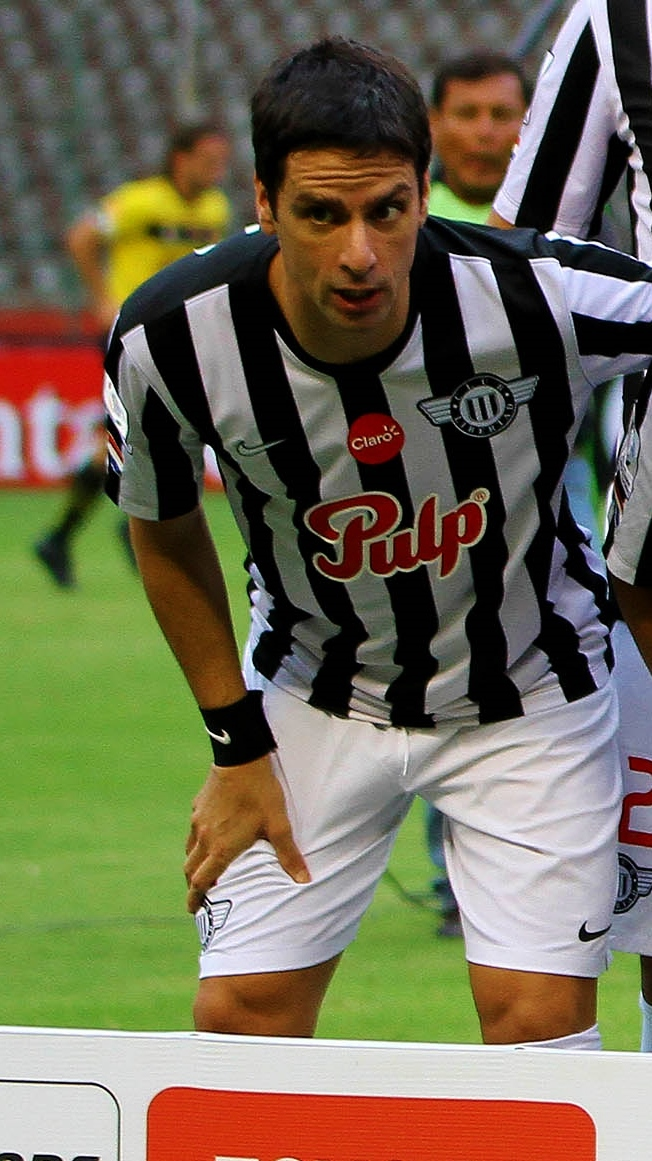
El uruguayo Hernán Rodrigo López es el segundo máximo goleador de la Primera División de Paraguay con 127 goles (lo cual también lo convierte en el extranjero con más goles).

Listado de los jugadores con mayor número de goles en la Primera División de Paraguay.
- Actualizado al 4 de febrero de 2024. (Apertura, 4ta. Fecha)

| Pos. | Jugador              | Club | Goles | Período     | Partidos | Prom. |
| ---- | -------------------- | --- | ----- | ----------- | -------- | ----- |
| 1º   | Santiago Salcedo     | Cerro Porteño (42), Sol de América (31), Libertad (49), Capiatá (23), Guaireña (5), Sportivo San Lorenzo (3), General Caballero (7)                   | 160   | 1998 - Act. |          |       |
| 2º   | Néstor Camacho       | Olimpia (56), Guaraní (41), Libertad (15), Rubio Ñu (13), Tacuary (2) Sportivo Trinidense (10)                                                        | 137   | 2007 - Act. | 418      | 0.26  |
| 3°   | Óscar Cardozo        | Libertad (114), Nacional (22) | 136   | 2004 - Act. | 299      | 0.40  |
| 4º   | Hernán Rodrigo López | Olimpia (12), Libertad (80), Cerro Porteño (1), Sportivo Luqueño (17), Guaraní (17)                                                                   | 127   | 2002 - 2017 | 273      | 0.47  |
| 5°   | Fernando Fernández   | Guarani (118), Cerro Porteño (2), Olimpia (1) | 121   | 2013 - Act. |          |       |
| 6°   | Juan Samudio         | Libertad (114), Guaraní (5) | 119   | 1996 - 2012 |          |       |
| 7º   | Pablo Zeballos       | Sol de América (26), Cerro Porteño (24), Olimpia (39), Libertad (1), Sportivo Luqueño (7), 12 de Octubre (13), River Plate (5), Sportivo Ameliano (3) | 118   | 2007 - 2022 |          |       |
| 8.º  | Fredy Bareiro        | 12 de Octubre (18), Libertad (29), Cerro Porteño (15), Olimpia (34), Nacional (8), Sportivo Luqueño (4), General Díaz (4)                             | 112   | 2001 - 2019 |          |       |
| 9°   | Mauro Caballero      | Olimpia (91), Libertad (9), Cerro Porteño (7) | 107   | 1992 - 2007 |          |       |
| 10°  | Fabio Escobar        | Capiatá (38), Nacional (37), Rubio Ñu (11), Santaní (8), Guaraní (4), Sportivo Trinidense (4) Sportivo Luqueño (3), San Lorenzo (1)                   | 106   | 1999 - 2019 |          |       |

Nota: en  Negrita  jugadores en actividad.
Fuente: Paraguay - List of Topscorers

### Resumen de goleador por cantidad de temporadas

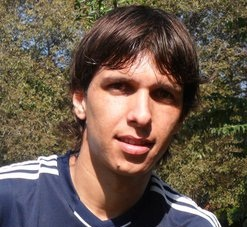
Pablo Zeballos fue goleador tres veces, las tres con equipos distintos: Sol de América, Cerro Porteño y Olimpia.

Listado con los primeros 5 jugadores por número de goles en la Primera División de Paraguay.
En el listado se incluyen aquellos jugadores que lograron ser goleadores de la Primera División de Paraguay en más de una ocasión (faltan datos de los máximos goleadores entre 1906 y 1931).
| Pos. | Jugador                 | Club                                     | Títulos | Temporadas                |
| ---- | ----------------------- | ---------------------------------------- | ------- | ------------------------- |
| 1    | Máximo Rolón            | Libertad                                 | 3       | 1954, 1955, 1956          |
| 1    | Hernán Rodrigo López    | Libertad / Sportivo Luqueño              | 3       | 2006, C. 2013, A. 2014    |
| 1    | Pablo Zeballos          | Sol de América / Cerro Porteño / Olimpia | 3       | 2007, A. 2010, A. 2011    |
| 1    | Santiago Salcedo        | Sol de América / Libertad                | 3       | A. 2015, C. 2015, A. 2017 |
| 1    | Oscar Cardozo           | Libertad                                 | 3       | C-2018, A-2023, C-2023    |
| 6    | Francisco Sosa          | Cerro Porteño                            | 2       | 1937, 1942                |
| 6    | Fabio Franco            | Nacional                                 | 2       | 1941, 1948                |
| 6    | Porfirio Rolón          | Libertad                                 | 2       | 1944, 1945                |
| 6    | Leocadio Marín          | Olimpia                                  | 2       | 1946, 1947                |
| 6    | Diego Alexis Mendoza    | Libertad                                 | 2       | 1950, 1952                |
| 6    | Juan Bautista Agüero    | Olimpia                                  | 2       | 1957, 1958                |
| 6    | Genaro García           | Guaraní                                  | 2       | 1964, 1965                |
| 6    | Saturnino Arrúa         | Cerro Porteño                            | 2       | 1972, 1972                |
| 6    | Mario Beron             | Cerro Porteño                            | 2       | 1973, 1974                |
| 6    | Francisco Ferreira      | Sportivo Luqueño / Cerro Porteño         | 2       | 1993, 2000                |
| 6    | Héctor Núñez            | Cerro Porteño                            | 2       | 1994, 1995                |
| 6    | Mauro Antonio Caballero | Libertad, Olimpia, Cerro Porteño         | 2       | 1998, 2001                |
| 6    | Juan Samudio            | Libertad                                 | 2       | 2002, 2004                |
| 6    | José Ortigoza           | Sol de América / Cerro Porteño           | 2       | A. 2012, A. 2015          |
| 6    | Fernando Fernández      | Guaraní                                  | 2       | C. 2014, A. 2015          |
| 6    | Roque Santa Cruz        | Olimpia                                  | 2       | A. 2019, C. 2019          |
| 6    | Lorenzo Melgarejo       | Libertad                                 | 2       | C-2021, C-2022            |